# Atol de Kwajalein
O atol de Kwajalein (em marshalês Kuwajleen) faz parte das Ilhas Marshall. Está a 2.100 mn de Honolulu, no Havai. Compõem-se em 97 ilhotas e numa área terrestre de 6,33 km² e 839,30 km² da lagoa interior, sendo o maior atol do mundo.

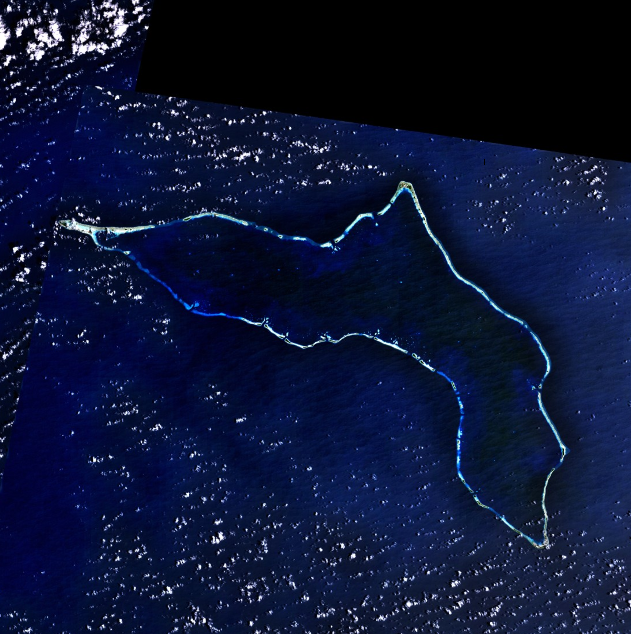
Atol de Kwajalein - imagem de um satélite NASA
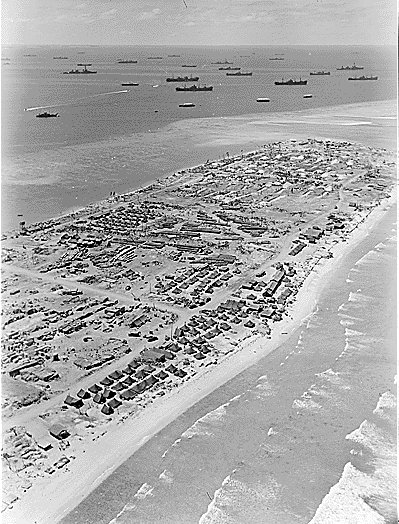
Base da frota americana, em Março de 1944
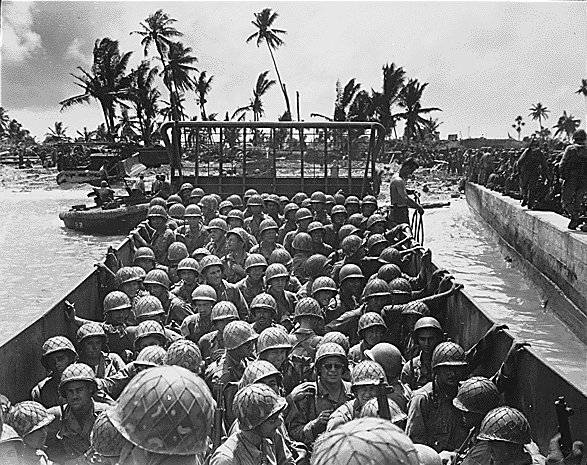
Invasão a Kwajalein, em 1944
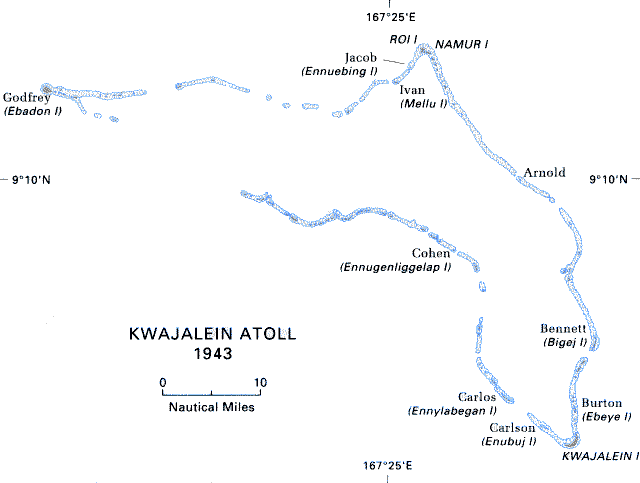
Atol de Kwajalein (Os nomes Jacob, Arnold, etc. são códigos da II Guerra Mundial)